# شمس‌الدین عالمی
شمس‌الدین عالمی (۱۲۹۸، دامغان – ۹ شهریور ۱۳۹۱)، معروف به امیر عالمی، مستشار دیوان عالی کشور و وزیر دادگستری در دولت شاپور بختیار بود.
شمس‌الدین عالمی، فرزند میرزا تقی، ملقب به مدیرالعداله و معروف به مدیر عالمی، از بزرگان وزارت عدلیه و اصالتاً دامغانی بود. او در دامغان به دنیا آمد و تحصیلات ابتدایی و دبیرستان خود را در زادگاه خود و در تهران گذراند.

## تحصیلات
عالمی لیسانس و فوق‌لیسانس خود را از دانشگاه تهران گرفت و سپس برای ادامهٔ تحصیل به فرانسه رفته و مدرک دکترای (PhD) رشتهٔ حقوق از دانشگاه سوربن فرانسه دریافت کرد. او همچنین دارای لیسانس مهندسی معدن از دانشگاه تهران بود.

## فعالیت‌های اداری
امیر عالمی پس از طی رتبه‌های قضایی به مستشار دیوان عالی کشور می‌رسد و در کابینهٔ شاپور بختیار پس از یحیی صادق وزیری به سرپرستی وزارت دادگستری منصوب می‌شود.
برخی از سمت‌های او عبارت بودند از: مستشار دیوان عالی کشور، بازپرس دادسرای دیوان عالی کیفر، دادیار دادسرای انتظامی قضات، دادیار دیوان عالی کشور، معاون وزارت دادگستری در امور طرح‌ها و بررسی‌ها در زمان وزارت دکتر حسین نجفی، معاون وزارت دادگستری در امور طرح‌ها و بررسی‌ها در زمان وزارت دکتر یحیی صادق وزیری.

## کتاب‌ها
- حقوق اساسی؛ دفتر اول: کلیات و مبانی
- حقوق اساسی؛ دفتر دوم: جمهوری اسلامی؛ به ضمیمهٔ: گردآوری علمی قوانین، بحران…